# Elsken Joosten
Elsken Joosten (Strijp, ca. 1605 – Hapert, tussen 1687 en 9 maart 1696) is bekend onder de bijnamen Geuze Els en Moeder Els in volksrijmpjes uit de Kempen en overige delen van de historische meierij van 's-Hertogenbosch dat verwijst naar een talrijk en protestants nageslacht door een groot kindertal.
Joosten gold als de stam- en oermoeder van met name de Kempische protestanten, aangezien het overgrote deel tot aan de 19e eeuw verwant waren aan haar. Deze protestantse nakomelingen hebben zich op hun beurt in eerste instantie verspreid en gevestigd over het Kempenland en vervolgens over de rest van de meierij van 's-Hertogenbosch. Om deze reden en het bijbehorende verwantschap werd Geuze Els door de overwegend rooms-katholieke bevolking op ludieke wijze afgeschilderd als de zondebok voor de in verhouding kleinschalige opkomst van de protestanten in deze regio, en werd hierdoor tot aan het begin van de 20e eeuw beschouwd als een legendarisch fenomeen in de Meierij.

## Volksrijmpje(s)

### Literaire overlevering
Dit spotrijm is voor het eerst schriftelijk overgeleverd in een van de reisverslagen van de hervormde predikant Stephanus Hanewinkel. De predikant trok in 1799 door de Meierij van 's-Hertogenbosch toen hij het rijmpje opving. Hierdoor kan gesteld worden dat het rijmpje eind 18e eeuw in zwang was onder de Kempense bevolking en wellicht in overige delen van de Meierij. Het is niet duidelijk wanneer het rijmpje voor het eerst in gebruik raakte. Uit een van zijn reisverslagen bleek dat hem ter ore was gekomen dat het grootste deel van de protestanten in het Kempenland aan elkaar verwant waren. Dit zou het resultaat geweest zijn van een bepaalde vrouw die vele protestantse kinderen zou hebben nagelaten en nog altijd spottend Geuze Els genoemd werd in een lokaal volksrijmpje. Men rijmde dan spottend:
De Geuze Els,
heeft de heele Kempen gevelst.
Het woord gevelst betekent in het Meierijs "vervalst", maar kan ook gelezen worden als "bedorven", "aangestoken" of "verpest" en werd naar alle waarschijnlijk in dit dialect uitgesproken zonder t, al dan niet om het rijmend te maken. Het woord Geuze verwijst naar het scheldwoord geus, wat in de volksmond een benaming was voor een protestant. Het woord Kempen is een afkorting voor het in de Kempen gelegen kwartier Kempenland. 

Eer ik deezen sluit, moet ik hier nog iets bijvoegen. De Hervormden in Kempenland zijn voor het grootst gedeelte onder elkanderen vermaagschapt; dit komt, zegt men, omdat eene zekere Vrouw, die men nog spotswijze de Geuze Els noemt, zeer veele Kinderen naliet, welke zich alle in Kempenland, de een hier, de ander daar, nederzetteden en vermenigvuldigden. Hier van het spreekwoord, dat denklijk van Roomsche afkomst is, want het verraad veel bitterheid:

 "De Geuze Els,
 "Heeft de heele Kempen gevelst."
— Stephanus Hanewinckel, 1799 

Hanewinkel was van mening dat het spreekwoord hoogstwaarschijnlijk van katholieke herkomst was, aangezien de predikant hier veel verbittering uit kon opmaken. Daarnaast stond de predikant in zijn publicaties bekend om zijn neerbuigendheid naar de katholieke bevolking toe en schreef dan ook onder een pseudoniem. Op het moment dat Hanewinkel het rijmpje memoreerde, beweerde hij in het Kempenlandse Valkenswaard te verblijven, zijn laatste Kempenlandse verblijfplaats voordat hij richting het Peellandse Budel afreisde. Echter is niet uitgesloten dat de reisverslagen gebaseerd zijn op fictieve reizen en bestaan er twijfels of de predikant de beschreven reizen gemaakt heeft in de vorm en de volgorde zoals hij ze beschreven heeft. Aangezien de familie Hanewinkel een vermaard predikanten- en schoolmeestersgeslacht betreft, is het niet uitgesloten dat de kennis omtrent Geuze Els en het bijbehorende rijmpje hem eerder ter oren is gekomen dan hij in zijn publicatie doet vermoeden.

### Varianten
Er bestaan meerdere varianten die zeer waarschijnlijk afgeleid zijn van het door Hanewinkel overgeleverde volksrijmpje. Echter valt niet uit te sluiten of deze rijmpjes al voor of pas na 1799 in gebruik waren en uit welk deel van de Meierij deze afkomstig zijn.
In 1883 beschreef Arnold Kremer in het blad De Navorscher een volksrijmpje wat zich richt tot de gehele Meierij, wat het gevolg was van het feit dat de nakomelingen van Geuze Els zich steeds verder over de Meierij hebben weten te vestigen:
Geuze Elst,
heeft de heele Meyerij verfelst.
Het woord verfelst is eveneens afkomstig uit het Meierijse dialect en kan net als het woord gevelst gelezen worden als "vervalst". Met de Meierij wordt naast Kempenland de stad 's-Hertogenbosch en de voormalige kwartieren Peelland, Oisterwijk en Maasland bedoeld. Deze streek komt globaal overeen met het huidige Oost-Brabant. Kremer refereerde eveneens naar een talrijk nageslacht, maar voegde daaraan toe dat deze over de Meierij verspreide afstammelingen als ijverige voorstanders van het gereformeerde geloof bekend stonden.
Petrus Panken schreef omstreeks 1902 in een manuscript over de geschiedenis van Hapert een rijmpje dat gericht was op het dorp waar Elsken Joosten grotendeels gewoond heeft en waar haar kinderen zijn geboren en opgegroeid:
Geuze Elst (variant: Moeder Elst),
heeft heel Hapert gefelst.
Opmerkelijk is te noemen dat Elsken Joosten door Panken, naast haar originele bijnaam, Moeder Els genoemd wordt. Een bijnaam die voor zover bekend nog niet eerder terug te vinden was tot dit geschrift uit circa 1902.
Hendrik Ouwerling schreef in het Nieuw Nederlandsch Biografisch Woordenboek deel 4 van 1918, naast het originele rijmpje, een Kempense variant die zich nog meer toespitst op het protestantse nageslacht: 
Moeder Els,
heeft heel de Kempen met Geus gevelst.
Ook in dit rijmpje komt de protestantse benaming geus terug naar voren. Alleen in dit geval werd het op zijn Brabants uitgesproken en geschreven in enkelvoud, terwijl hiermee de meervoudsvorm geuzen bedoeld werd. Verder vermeldt Ouwerling dat beide rijmpjes bekend zijn over de gehele Meierij, wat inhoud dat Elsken Joosten naast haar bijnaam Geuze Els ook bekend stond als Moeder Els in de overige delen van de Meierij.
In een publicatie uit 1949 van Klaes Sierksma, die na 1945 schreef onder de pseudoniem Okke Haverkamp, dook het originele volksrijmpje op met een aankondiging:
Ja, ja, de Geuze-Els,
heeft de hele Kempen gevels.
Daarnaast werd door Sierksma de t van het woord gevelst bewust weggelaten om zo het rijmpje qua spelling rijmend te maken.

## Achterhaling identiteit
Mede doordat er voor 1969 in geen enkele historische bron een naam vermeldt werd die te koppelen viel aan de bijnaam Geuze Els, is de identiteit van deze vrouw onder de geschiedschrijvers enige tijd een mysterie gebleven. Wanneer de naam Elsken Joosten in de vergetelheid is geraakt is niet duidelijk, maar er kan met zekerheid gesteld worden dat eind 19e eeuw onder de Kempische bevolking geen familienaam meer bekend was van Geuze Els.

### De protestantse naam 'Fabrie'
Eind jaren negentig van de 19e eeuw gingen de heemkundige Petrus Panken en historicus Alexander van Sasse van Ysselt tijdens hun onderzoek ervan uit dat Geuze Els de vrouw moest zijn geweest van een fabri, wat in de 17e eeuw ontleend werd aan het woord smid. Deze theorie werd gebaseerd op de aannemelijke orale traditie dat Geuze Els nabij de middeleeuwse kerk te Hapert zou hebben gewoond en het feit dat Fabrie, ook wel geschreven als Fabri of Fabry, in de 18e eeuw een bekende protestantse naam was in de Kempen die eveneens voorkwam in Hapert. Aangezien het schepenarchief van de fusiegemeente Hoogeloon, Hapert en Casteren niet volledig was, kon er niet met zekerheid gezegd worden of het hier de bloedlijn van de Geuze Els betrof.
Na verder onderzoek bleek dat er in Westerhoven ook een protestantse familie Fabrie leefde die vermoedelijk afkomstig was van de Hapertse. De eerste Fabrie die in het dorp kwam wonen was de vorster Jacob Aerts Fabrie in 1662. Een van zijn kinderen droeg de naam Elsken, wat vaak ook geschreven werd als Els of Elsje, waardoor het vermoeden bestond dat dit een familienaam zou moeten zijn. Ook het vak van smid was terug te vinden in deze familie. Zo had bijvoorbeeld Isaac Aerts Fabrie, de broer van deze vorster, een zoon die smid bleek te zijn in Leende. Hierdoor werd aangenomen dat Geuze Els zeer waarschijnlijk tot dit geslacht behoorde, ontstond het vermoeden dat Geuze Els de moeder moest zijn geweest van deze vorster uit Westerhoven en de vrouw van een smid met de vermoedelijke naam Aart Fabrie.

### Het ontbrekende stukje van de genealogische puzzel
In het Jaarboek Centraal Bureau voor Genealogie deel 23 bevindt zich het artikel "Nakomelingen van de beroemde "Geuze Els"" van dr. Willem de Vries over de resultaten van zijn genealogisch onderzoek naar nakomelingen van de Geuze Els. In dit onderzoek werd de theorie over de familie Fabrie grotendeels bevestigd. De aanleiding van het onderzoek was een brief uit 1828 afkomstig uit het archief van de Maatschappij tot Bevordering van Welstand te Breda, die steun verleende aan landbouwers van protestanten huize in Brabant. Volgens deze brief zou oprichter ds. Jacob van Heusden uit Hilvarenbeek bezoek hebben gehad van een zekere Peter Michael uit Hoogeloon die verwant zou zijn aan de Geuze Els.

Verleden week heb ik weer bij mij gehad Pieter Michael, nog een afstammeling van de beroemde "Geuze Els".
— Jacob van Heusden, 1828 

Michael wilde in aanmerking komen voor plaatsing op de hoeve van deze maatschappij. Hij wilde met deze bewering zijn kansen aanzienlijk proberen te vergroten. Uit verder onderzoek bleek dat deze Peter Michael via zijn moeders kant verwant was aan de familie Fabrie. Ook zijn vrouw en de stiefmoeder van zijn vader bleken tot deze familie Fabrie te behoren. De Vries ging naar aanleiding van Petronella Fabri, de moeder van Peter Michael, de Familie Fabrie naspeuren. Hieruit bleek dat Abraham Aerts Fabrie een directe voorouder bleek te zijn van Peter Michael. Daarnaast bleek deze Abraham een broer te zijn van de Westerhovense vorser Jacob Aerts Fabrie, aangezien zij beide voortgekomen zijn uit het huwelijk tussen Aert Jansen en Elsken Joosten. Naast families als Fabrie en Micheal onderzocht De Vries later ook andere uit Noord-Brabant afkomstige protestantse families. Hieruit bleek dat het verhaal, wat Hanewinkel in 1799 al opving, dat een zeer groot deel van de protestanten in de Kempen tot begin van de 19e eeuw afstammen van hun stammoeder Elsken Joosten, te kloppen.

## Biografie

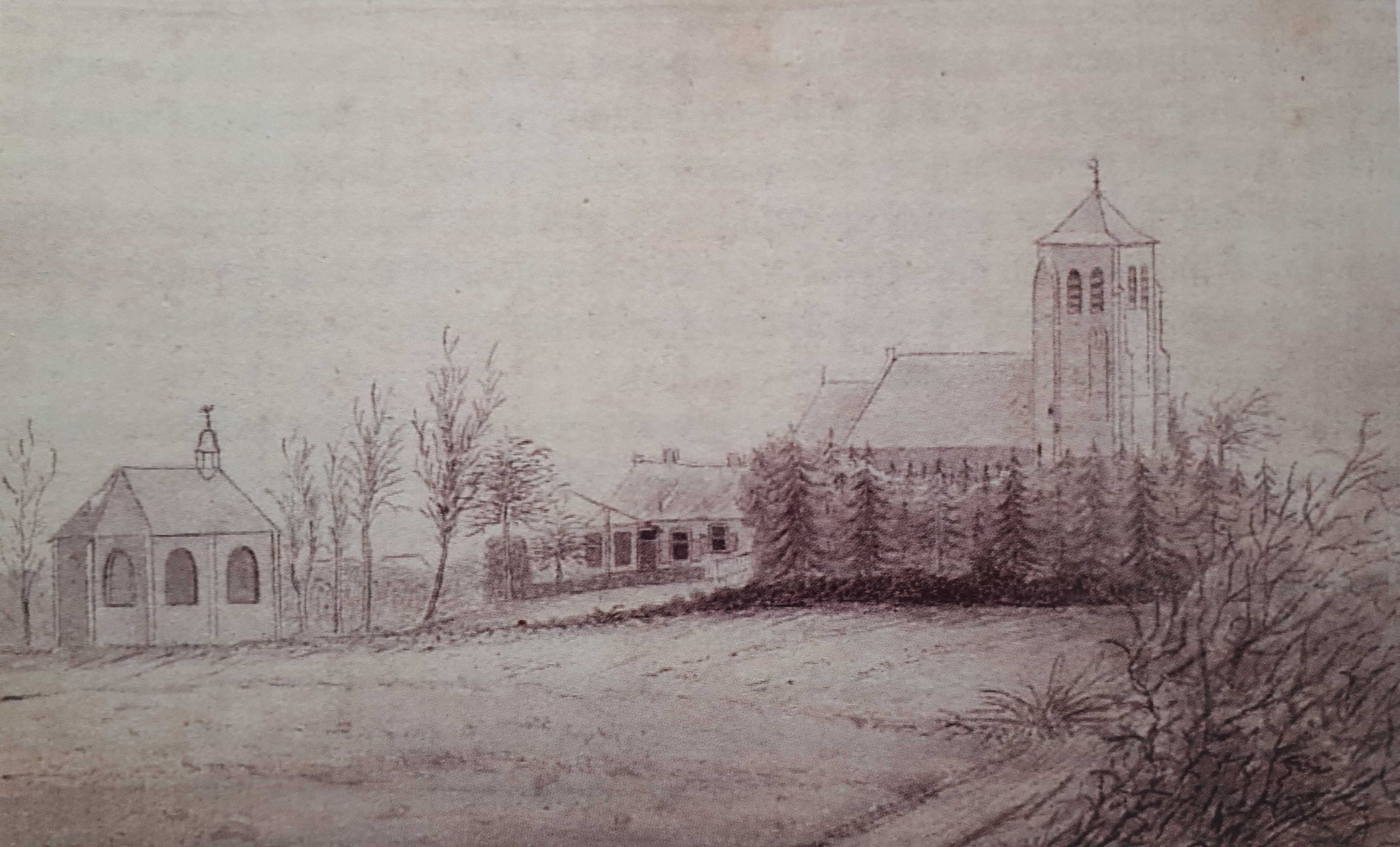
De middeleeuwse kerk met toren tegenover de Hervormde kerk, gelegen aan den Hoogebocht bij buurtschap De Hoeven te Hapert in 1832, de buurtschap waar Elsken Joosten in de 17e eeuw gewoond heeft.

### Jeugd jaren
Elsken Joosten, ook wel Els of Elske genoemd, werd begin 17e eeuw geboren in het plaatsje Strijp, dat inmiddels een stadsdeel van Eindhoven is, en groeide op in een gezin bestaande uit minimaal zes kinderen. De gegevens van de familie van Elsken Joosten doken op in de registers van de gemeente Gestel, Strijp en Stratum. De mogelijkheid bestaat dat het hier gaat om de Strijpse familie Van de Sande, aangezien er meerdere overeenkomsten zijn met bepaalde namen en deze familie ook deels was overgegaan tot het protestantisme. Aannemelijk is ook dat Elsken Joosten al vroeg in de 17e eeuw tot het protestantisme is overgegaan. Elsken Joosten trouwde voor 1635 met de Hapertse smid Aert Jansen. In verschillende overleveringen werd lang aangenomen dat de "Geuze Els" pas na de Vrede van Münster, die in 1648 werd gesloten, als buitenstaander in de Meierij was komen wonen. In tegenstelling tot wat lang gedacht werd bleek de familie Fabrie, het gezin van Elsken Joosten, een inheemse protestantse familie te zijn. Uit een testament werd bevestigd dat het stel, wat volgens de lokale orale traditie al werd gesuggereerd, inderdaad nabij de middeleeuwse kerk in de huizing en hof aan den Hoogebocht bij de hoeve te Hapert te hebben gewoond.

### Het befaamde nageslacht
Het stel kreeg uiteindelijk minimaal negen kinderen die zich over alle uithoeken van de protestantse gemeenschap in de Kempen hebben verspreid. Een gemeenschap die in talloze opzichten op elkaar aangewezen waren en opvallend onderlinge trouw kende met daarbij de nodige voortvloeiende gevolgen. Bij deze verspreiding is uiteindelijk de basis gelegd voor het feit dat begin 19e eeuw het overgrote deel van de toendertijd in de Kempen woonachtige protestanten zich op afstamming van Geuze Els konden beroepen. De reden dat het overgrote deel van de Kempische protestanten verwant waren aan Elsken Joosten, kwam omdat de protestanten te midden van de overwegend rooms-katholieke bevolking altijd behoorlijk in de minderheid bleken te zijn, waardoor zij vaak op elkaar waren aangewezen. Het gevolg hiervan was dat er een merkwaardige vorm van inteelt ontstond. Daarnaast is het opvallend te noemen dat al deze negen nakomelingen de volwassen leeftijd wisten te bereiken, wat in de 17e eeuw verre van vanzelfsprekend was. Deze nakomelingen kenden zich pas later de naam Fabrie toe, een verbastering van het uit het Latijn afkomstige woord faber (smid) en wat dus refereerde aan de naam en de (neven)functie van hun vader. De Fabrie's stonden in de Kempen bekend als ijverige voorstanders van het gereformeerde geloof en die reputatie was eind 19e eeuw in omvang flink uitgebreid over verschillende delen van de Meierij, mede door verdere verspreiding van deze beruchte nazaten over dit historische gebied.
Dat Elsken Joosten en haar man vochten voor het welzijn van de kinderen en streefde om het nageslacht invloedrijke functies te laten bekleden in de regio, blijkt mede uit een verzoek aan de Raad van State uit 1656, waarin de schoonzoon van Elsken Joosten en haar man, op aanraden van het stel, een van de zonen uiteindelijk tevergeefs liet aanbieden als schoolmeester, koster, voorlezer en voorzanger te Bladel. Daarnaast liet het stel in 1670 bij een notaris te Hoogeloon een testament aanpassen ten gunste van alle nakomelingen.

### Tijden van (religieuze) conflicten
Elsken Joosten leefde ten tijde van de godsdiensttwisten waarin Europa geteisterd werd door de Europese godsdienstoorlogen. Het is bijvoorbeeld niet duidelijk wanneer Elsken Joosten bekeerd zou zijn tot het protestantisme en in hoeverre het Beleg van 's-Hertogenbosch (1629) daar invloed op heeft gehad. Het kwam zelden voor dat inheemse Brabanders zich bekeerden tot het protestantisme en vervolgens ook gevestigd bleven in het overwegend spaansgezinde gebied. Nadat Joosten de middelbare leeftijd bereikt had, vond de Reformatie na het beëindigen van de Tachtigjarige Oorlog in 1648, uiteindelijk ook in de gehele Meierij plaats. Een gevolg hiervan was dat de Nederduitse Gereformeerde Kerk werd uitgeroepen tot de publieke kerk van de zojuist erkende Republiek der Zeven Verenigde Nederlanden. Dit hield in dat ook de middeleeuwse kerk in Hapert in protestantse handen viel, waardoor onder anderen Elsken Joosten en haar gezin diensten mochten volgen in de voormalige rooms-katholieke kerk. Deze ontwikkelingen moeten een doorn in het oog geweest zijn voor de Hapertse katholieken die daarentegen werden veroordeeld tot stiekeme bijeenkomsten bij hen thuis en diensten in zogenaamde nabijgelegen grenskerken en later schuurkerken. 
Een lokale vorser betichtte begin 20e eeuw Elsken Joosten van opruiende heterodoxie en werd weggezet als dwaalleraar en ketter. Zo werd zij omschreven als een toverheks of spook, spotnamen die in het verleden vaker zijn toebedeeld door de katholieke bevolking aan personen die beschuldigd werden van heresie. Verder zou zij onzedelijkheden hebben verspreid binnen de Hapertse parochie en daarbuiten. Daarnaast vermeldde de vorser dat zij regelmatig mislukte pogingen ondernam bij katholiek afval met als doel deze te doen bekeren of viel regelmatig vrouwelijke kerkgangers lastig door kerkboeken uit hun handen te stoten. Deze onbekende vorser baseerde deze beschuldigingen op een destijds levendige overlevering die in de Kempen nog altijd bekend stond.
In de 17e eeuw werd het huidige Noord-Brabant beschouwd als bufferzone en fungeerde regelmatig als strijdtoneel voor meerdere conflicten met alle gevolgen van dien voor de lokale bevolking. In hoeverre Joosten en haar gezin hier last van ondervonden hebben is niet geheel duidelijk. Wel blijkt uit een document van de Raad van State uit 1666 dat de man van Elsken Joosten, onder anderen met de predikant van de gemeente Bladel-Hapert, ten tijde van de Tweede Engels-Nederlandse Oorlog gevangen genomen werd door 70 tot 80 Münsterse troepen om vervolgens afgevoerd te worden naar Postel (Zuidelijke Nederlanden). Deze troepen afkomstig uit Münster trokken als gevolg van de Eerste Münsterse Oorlog enige tijd foeragerend rond door Staats-Brabant en hadden het voornamelijk gemunt op Staatse protestantse predikanten en ambtenaren. 
Hoewel de sterfdatum van Elsken Joosten niet geheel duidelijk is, is het aannemelijk dat zij getuige is geweest van het feit dat onder andere Hapert grotendeels verwoest werd door een Franse legerbende in 1688 ten gevolge van de Negenjarige Oorlog, waarbij de toenmalige protestantse middeleeuwse kerk volgens overlevering door hen werd uitgebrand.

### Laatste jaren
Elsken Joosten heeft de laatste periode van haar leven als weduwe doorgebracht na de dood van haar man in 1687. In enkele overleveringen stond zij expliciet bekend als een weduwe, wat zou kunnen duiden op een leven in weduwschap van hooguit enkele jaren. Er kan na genealogisch onderzoek met zekerheid gezegd worden dat zij na het jaar dat haar man stierf en voor 9 maart 1696 gestorven moet zijn. Elsken Joosten behaalde voor 17e eeuwse begrippen een hoge leeftijd en liet uiteindelijk minimaal vier zonen en vijf dochters na. De kans dat Elsken Joosten nabij de fundamenten van de in 1857 afgebroken middeleeuwse kerk op de toenmalige protestantse begraafplaats is begraven is zeer reëel.
Aangezien Elsken Joosten een van de weinige protestanten moet zijn geweest in zowel het dorp Hapert als de regio, vermoedelijk sterk afwijkend gedrag vertoonde ten opzichte van de lokale rooms-katholieke bevolking, openlijk haar godsdienst kon uitoefenen en nog eens minstens negen protestantse nakomelingen naliet, waaraan de volksrijmpjes en haar bijnaam nog altijd herinneren, kan gesteld worden dat Elsken Joosten een zeer markant dorpsfiguur moet zijn geweest.

### Bijnaam en aanhoudende bekendheid

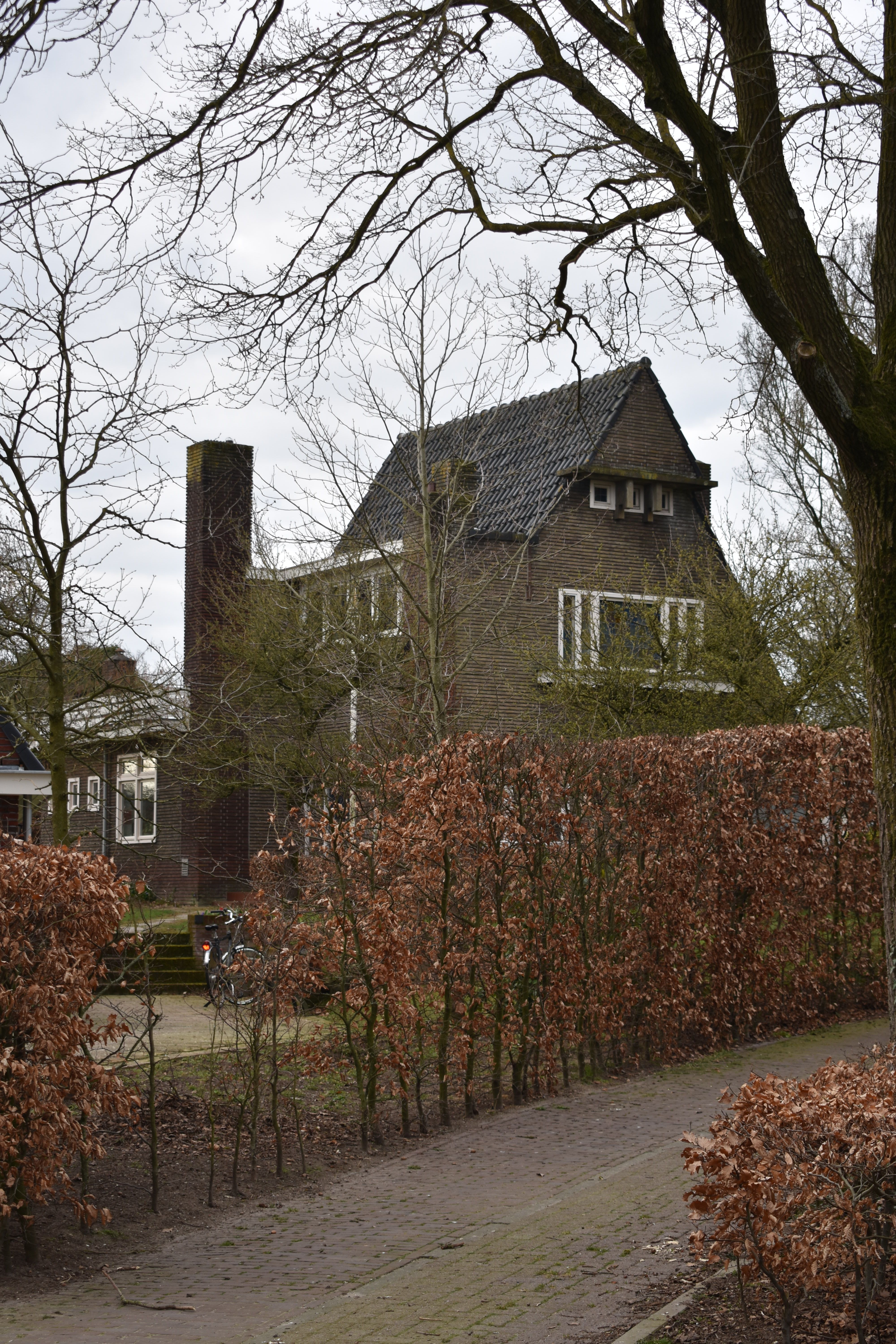
De Oude Provincialeweg 69 met een restant van het Kerkepad te Hapert, daar waar de middeleeuwse kerk (1857) met toren (1902) stond en waar Elsken Joosten vermoedelijk ligt begraven.

Het is opmerkelijk te noemen dat de naam Geuze Els gedurende de eeuwen levend is gebleven onder de Meierijse bevolking, zeker ook omdat de naam Els sinds 1701 is verdwenen uit de familie nadat Elsken Joostens kleindochter op zesjarige leeftijd overleden is. Al kent het originele volksrijmpje een katholieke oorsprong, het wordt als de grootste oorzaak gezien van het levendig houden van de naam Geuze Els: een dubbelzinnige vermenging van bespotting en trots in de volkse overlevering. Het lijkt niet aannemelijk dat die bijnaam, in tegenstelling tot de bijnaam Moeder Els, vooral toe te schrijven is aan haar kroostrijke gezin (zulke gezinnen waren eerder regel dan uitzondering). Veelal wordt vermoed dat zij fanatiek in woord en daad opkwam voor haar geloof en idealen. Daar waar Elsken Joosten berucht was onder de katholieken kan gesteld worden dat zij beroemd was onder de protestanten. Dit werd ruim na haar dood in 1828 bevestigd door ds. Van Heusden nadat hij Elsken Joosten omschreef als de beroemde Geuze Els naar aanleiding van de vele geloofsbrieven die hij ontving van afstammelingen als aanbeveling voor het verkrijgen van ondersteuning van de Maatschappij van Welstand. Ook blijkt hieruit dat de protestanten trots waren om af te stammen van Elsken Joosten en werd haar bijnaam dan ook gebruikt als een geuzennaam. Ook het feit dat het overgrote deel van de Kempische protestanten tot de 19e eeuw van Elsken Joosten bleken af te stammen, moet van grote invloed zijn geweest op de bekendheid van deze vrouw door de eeuwen heen.

Ik acht het veel meer aannemelijk, dat zij haar naam "Geuze Els" te danken zal hebben gehad aan de wijze, waarop zij in woord en daad opgekomen zal zijn voor hetgeen men in haar tijd noemde "het enige ware, Christelijke Gereformeerde geloof". Daardoor bij de Protestanten "beroemd" en bij de Rooms-Katholieken "berucht" geworden, zal de herinnering aan haar nog lang levendig zijn gebleven. 
— Willem de Vries, 1969 

De naam Geuze Els en het daarbij behorende spotrijm is tot aan het begin van de 20e eeuw onder de lokale bevolking bekend gebleven. Voornamelijk door de protestantse bevolking werd zij destijds bestempeld als een legendarisch fenomeen, hoewel de overwegend katholieke bevolking bij aanvang van deze eeuw op zijn zachts gezegd nog altijd allesbehalve gecharmeerd waren van deze, in hun ogen, onterechte faam. Er werd bewust afgeweken van de legendarische status die haar toegekend werd om dit vervolgens te omschrijven als een vergissing.
Sinds de onthulling van de identiteit kwam Elsken Joosten veelvuldig voor in verschillende genealogische onderzoeken en publicaties en werd op basis van haar reputatie opgenomen in het Digitaal Vrouwenlexicon van Nederland, een onderzoeksproject van het Huygens Instituut voor Nederlandse Geschiedenis, onder leiding van historica Els Kloek. Uit dit onderzoek kwam, eveneens onder leiding van Kloek, 1001 vrouwen uit de Nederlandse geschiedenis voort, waar wederom de reputatie van Elsken Joosten groots genoeg bleek om een plek in het naslagwerk te bemachtigen.

## Orale tradities

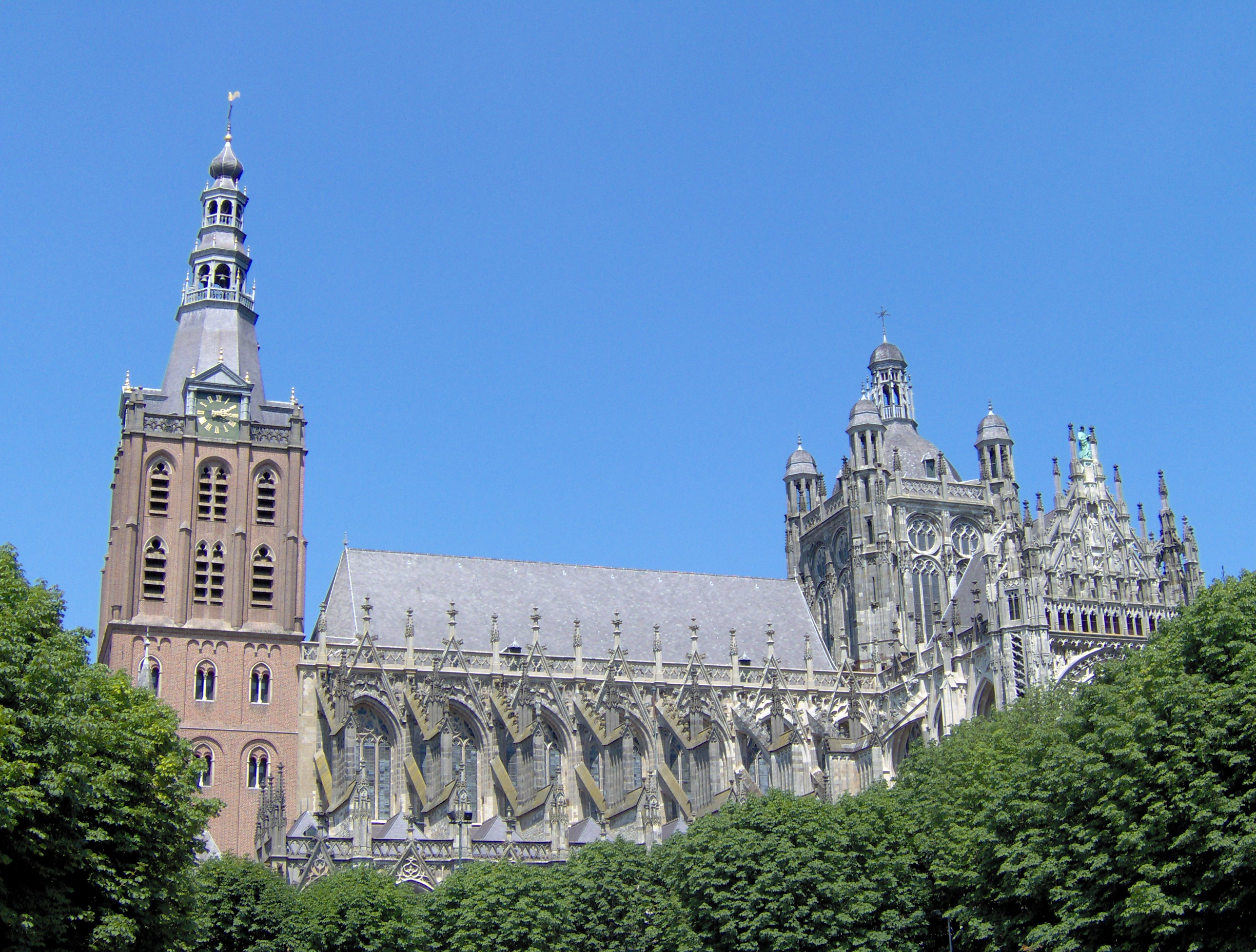
De Sint-Janskathedraal te 's-Hertogenbosch, die in 1629 in protestantse handen viel en waar volgens overlevering diensten zijn bijgewoond door Elsken Joosten.

Naarmate de eeuwen verstreken zijn er vele gegevens over deze vrouw verloren gegaan, maar voornamelijk de bijnaam Geuze Els is mede door de levendige volksrijmpjes door de eeuwen heen nooit in zijn geheel uit de Meierijse volkstaal verdwenen. Naast de volksrijmpjes waren er gedurende de 19e eeuw nog slechts een aantal volksverhalen en overleveringen bewaard gebleven met betrekking tot haar identiteit;
- Het overgrote deel van de protestanten in het Kempenland zouden begin 19e eeuw nog altijd afstammen van Geuze Els.
(* bevestigd)[1]
- Afstammende van Geuze Els zouden dezelfde oorsprong hebben als de adellijke geslachten De Bye, Des Abeilles en Benen.
(* niet uitgesloten)[8]
- Geuze Els zou bekeerd zijn in de stad 's-Hertogenbosch na het beleg door het Staatse leger in 1629, om zo haar plaats in de Sint-Janskathedraal niet te verliezen.
(* deels uitgesloten)[8]
- Geuze Els zou na de Vrede van Münster in 1648 als buitenstaander in de Meierij zijn komen wonen.
(* uitgesloten)[12]
- Geuze Els zou midden 17e eeuw in Hapert gewoond hebben nabij de oude toren (middeleeuwse kerk).
(* bevestigd)[10]
- Geuze Els zou oorspronkelijk Uils geheten hebben, maar werd Els of Elst genoemd om het volksrijmpje rijmend te maken.
(* uitgesloten)[2]
- Geuze Els zou een Van der Elst geweest zijn die aangetrouwd zou zijn aan een Kempische familie en die zich vanuit Rhoon of Pendrecht in de Meierij had gevestigd.
(* uitgesloten)[10]

## Bekende afstammelingen
- Pieter Roelof Michaël (1892-1985), chirurg, hoogleraar in de heelkunde en tevens een van de weinige protestantse ridders in de Orde van Sint-Gregorius de Grote.

## Stamboom[15][25]
|                                  |                                  |                                    |                                    |                                    |                                    |                                    |                                    |                                              |                                              |                                              |                                              |                                              |                                              |                                 |                                 |                                    |                                    |                                    |                                    |                                    |                                    |                    |                    |                                    |                                    |                                    |                                    |                                    |                                    |                  |                  | ?                                | ?                                | ?                                | ?                                | ?                                | ?                                |                   |                   |                                 |                                 |                                    |                                    | Joost Aerts (Van de Sande) ♂ ±1561-<1629 | Joost Aerts (Van de Sande) ♂ ±1561-<1629 | Joost Aerts (Van de Sande) ♂ ±1561-<1629 | Joost Aerts (Van de Sande) ♂ ±1561-<1629 | Joost Aerts (Van de Sande) ♂ ±1561-<1629 | Joost Aerts (Van de Sande) ♂ ±1561-<1629 |                                      |                                      | ?                                    | ?                                    | ?                              | ?                              | ?                                     | ?                                     |                                       |                                       |                                       |                                       |  |  | Jan de Smit ♂ ±1570→1638           | Jan de Smit ♂ ±1570→1638           | Jan de Smit ♂ ±1570→1638           | Jan de Smit ♂ ±1570→1638           | Jan de Smit ♂ ±1570→1638           | Jan de Smit ♂ ±1570→1638           |  |  |  |  |  |  |  |  |  |  |  |  |  |  |  |  |  |  |  |  |  |  |  |  |  |  |  |  |  |  |  |  |  |  |  |  |  |  |  |  |  |  |  |  |  |  |  |  |  |  |  |  |  |  |
|                                  |                                  |                                    |                                    |                                    |                                    |                                    |                                    |                                              |                                              |                                              |                                              |                                              |                                              |                                 |                                 |                                    |                                    |                                    |                                    |                                    |                                    |                    |                    |                                    |                                    |                                    |                                    |                                    |                                    |                  |                  | ?                                | ?                                | ?                                | ?                                | ?                                | ?                                |                   |                   |                                 |                                 |                                    |                                    | Joost Aerts (Van de Sande) ♂ ±1561-<1629 | Joost Aerts (Van de Sande) ♂ ±1561-<1629 | Joost Aerts (Van de Sande) ♂ ±1561-<1629 | Joost Aerts (Van de Sande) ♂ ±1561-<1629 | Joost Aerts (Van de Sande) ♂ ±1561-<1629 | Joost Aerts (Van de Sande) ♂ ±1561-<1629 |                                      |                                      | ?                                    | ?                                    | ?                              | ?                              | ?                                     | ?                                     |                                       |                                       |                                       |                                       |  |  | Jan de Smit ♂ ±1570→1638           | Jan de Smit ♂ ±1570→1638           | Jan de Smit ♂ ±1570→1638           | Jan de Smit ♂ ±1570→1638           | Jan de Smit ♂ ±1570→1638           | Jan de Smit ♂ ±1570→1638           |  |  |  |  |  |  |  |  |  |  |  |  |  |  |  |  |  |  |  |  |  |  |  |  |  |  |  |  |  |  |  |  |  |  |  |  |  |  |  |  |  |  |  |  |  |  |  |  |  |  |  |  |  |  |
|                                  |                                  |                                    |                                    |                                    |                                    |                                    |                                    |                                              |                                              |                                              |                                              |                                              |                                              |                                 |                                 |                                    |                                    |                                    |                                    |                                    |                                    |                    |                    |                                    |                                    |                                    |                                    |                                    |                                    |                  |                  |                                  |                                  |                                  |                                  |                                  |                                  |                   |                   |                                 |                                 |                                    |                                    |                                          |                                          |                                          |                                          |                                          |                                          |                                      |                                      |                                      |                                      |                                |                                |                                       |                                       |                                       |                                       |                                       |                                       |  |  |                                    |                                    |                                    |                                    |                                    |                                    |  |  |  |  |  |  |  |  |  |  |  |  |  |  |  |  |  |  |  |  |  |  |  |  |  |  |  |  |  |  |  |  |  |  |  |  |  |  |  |  |  |  |  |  |  |  |  |  |  |  |  |  |  |  |
|                                  |                                  |                                    |                                    |                                    |                                    |                                    |                                    |                                              |                                              |                                              |                                              |                                              |                                              |                                 |                                 |                                    |                                    |                                    |                                    |                                    |                                    |                    |                    |                                    |                                    |                                    |                                    |                                    |                                    |                  |                  |                                  |                                  |                                  |                                  |                                  |                                  |                   |                   |                                 |                                 |                                    |                                    |                                          |                                          |                                          |                                          |                                          |                                          |                                      |                                      |                                      |                                      |                                |                                |                                       |                                       |                                       |                                       |                                       |                                       |  |  |                                    |                                    |                                    |                                    |                                    |                                    |  |  |  |  |  |  |  |  |  |  |  |  |  |  |  |  |  |  |  |  |  |  |  |  |  |  |  |  |  |  |  |  |  |  |  |  |  |  |  |  |  |  |  |  |  |  |  |  |  |  |  |  |  |  |
|                                  |                                  | Jan Joosten Aerts (Van de Sande) ♂ | Jan Joosten Aerts (Van de Sande) ♂ | Jan Joosten Aerts (Van de Sande) ♂ | Jan Joosten Aerts (Van de Sande) ♂ | Jan Joosten Aerts (Van de Sande) ♂ | Jan Joosten Aerts (Van de Sande) ♂ |                                              |                                              | Dierck Joosten (Van de Sande) ♂              | Dierck Joosten (Van de Sande) ♂              | Dierck Joosten (Van de Sande) ♂              | Dierck Joosten (Van de Sande) ♂              | Dierck Joosten (Van de Sande) ♂ | Dierck Joosten (Van de Sande) ♂ |                                    |                                    | Jenneken Joosten ♀                 | Jenneken Joosten ♀                 | Jenneken Joosten ♀                 | Jenneken Joosten ♀                 | Jenneken Joosten ♀ | Jenneken Joosten ♀ |                                    |                                    | Perina Joosten ♀                   | Perina Joosten ♀                   | Perina Joosten ♀                   | Perina Joosten ♀                   | Perina Joosten ♀ | Perina Joosten ♀ |                                  |                                  | Neesken Joosten ♀                | Neesken Joosten ♀                | Neesken Joosten ♀                | Neesken Joosten ♀                | Neesken Joosten ♀ | Neesken Joosten ♀ |                                 |                                 | Elsken Joosten Aerts ♀ ±1605-→1687 | Elsken Joosten Aerts ♀ ±1605-→1687 | Elsken Joosten Aerts ♀ ±1605-→1687       | Elsken Joosten Aerts ♀ ±1605-→1687       | Elsken Joosten Aerts ♀ ±1605-→1687       | Elsken Joosten Aerts ♀ ±1605-→1687       |                                          |                                          |                                      |                                      |                                      |                                      | Aert Jansen Smits ♂ ±1600-1687 | Aert Jansen Smits ♂ ±1600-1687 | Aert Jansen Smits ♂ ±1600-1687        | Aert Jansen Smits ♂ ±1600-1687        | Aert Jansen Smits ♂ ±1600-1687        | Aert Jansen Smits ♂ ±1600-1687        |                                       |                                       |  |  |                                    |                                    |                                    |                                    |                                    |                                    |  |  |  |  |  |  |  |  |  |  |  |  |  |  |  |  |  |  |  |  |  |  |  |  |  |  |  |  |  |  |  |  |  |  |  |  |  |  |  |  |  |  |  |  |  |  |  |  |  |  |  |  |  |  |
|                                  |                                  | Jan Joosten Aerts (Van de Sande) ♂ | Jan Joosten Aerts (Van de Sande) ♂ | Jan Joosten Aerts (Van de Sande) ♂ | Jan Joosten Aerts (Van de Sande) ♂ | Jan Joosten Aerts (Van de Sande) ♂ | Jan Joosten Aerts (Van de Sande) ♂ |                                              |                                              | Dierck Joosten (Van de Sande) ♂              | Dierck Joosten (Van de Sande) ♂              | Dierck Joosten (Van de Sande) ♂              | Dierck Joosten (Van de Sande) ♂              | Dierck Joosten (Van de Sande) ♂ | Dierck Joosten (Van de Sande) ♂ |                                    |                                    | Jenneken Joosten ♀                 | Jenneken Joosten ♀                 | Jenneken Joosten ♀                 | Jenneken Joosten ♀                 | Jenneken Joosten ♀ | Jenneken Joosten ♀ |                                    |                                    | Perina Joosten ♀                   | Perina Joosten ♀                   | Perina Joosten ♀                   | Perina Joosten ♀                   | Perina Joosten ♀ | Perina Joosten ♀ |                                  |                                  | Neesken Joosten ♀                | Neesken Joosten ♀                | Neesken Joosten ♀                | Neesken Joosten ♀                | Neesken Joosten ♀ | Neesken Joosten ♀ |                                 |                                 | Elsken Joosten Aerts ♀ ±1605-→1687 | Elsken Joosten Aerts ♀ ±1605-→1687 | Elsken Joosten Aerts ♀ ±1605-→1687       | Elsken Joosten Aerts ♀ ±1605-→1687       | Elsken Joosten Aerts ♀ ±1605-→1687       | Elsken Joosten Aerts ♀ ±1605-→1687       |                                          |                                          |                                      |                                      |                                      |                                      | Aert Jansen Smits ♂ ±1600-1687 | Aert Jansen Smits ♂ ±1600-1687 | Aert Jansen Smits ♂ ±1600-1687        | Aert Jansen Smits ♂ ±1600-1687        | Aert Jansen Smits ♂ ±1600-1687        | Aert Jansen Smits ♂ ±1600-1687        |                                       |                                       |  |  |                                    |                                    |                                    |                                    |                                    |                                    |  |  |  |  |  |  |  |  |  |  |  |  |  |  |  |  |  |  |  |  |  |  |  |  |  |  |  |  |  |  |  |  |  |  |  |  |  |  |  |  |  |  |  |  |  |  |  |  |  |  |  |  |  |  |
|                                  |                                  |                                    |                                    |                                    |                                    |                                    |                                    |                                              |                                              |                                              |                                              |                                              |                                              |                                 |                                 |                                    |                                    |                                    |                                    |                                    |                                    |                    |                    |                                    |                                    |                                    |                                    |                                    |                                    |                  |                  |                                  |                                  |                                  |                                  |                                  |                                  |                   |                   |                                 |                                 |                                    |                                    |                                          |                                          |                                          |                                          |                                          |                                          |                                      |                                      |                                      |                                      |                                |                                |                                       |                                       |                                       |                                       |                                       |                                       |  |  |                                    |                                    |                                    |                                    |                                    |                                    |  |  |  |  |  |  |  |  |  |  |  |  |  |  |  |  |  |  |  |  |  |  |  |  |  |  |  |  |  |  |  |  |  |  |  |  |  |  |  |  |  |  |  |  |  |  |  |  |  |  |  |  |  |  |
|                                  |                                  |                                    |                                    |                                    |                                    |                                    |                                    |                                              |                                              |                                              |                                              |                                              |                                              |                                 |                                 |                                    |                                    |                                    |                                    |                                    |                                    |                    |                    |                                    |                                    |                                    |                                    |                                    |                                    |                  |                  |                                  |                                  |                                  |                                  |                                  |                                  |                   |                   |                                 |                                 |                                    |                                    |                                          |                                          |                                          |                                          |                                          |                                          |                                      |                                      |                                      |                                      |                                |                                |                                       |                                       |                                       |                                       |                                       |                                       |  |  |                                    |                                    |                                    |                                    |                                    |                                    |  |  |  |  |  |  |  |  |  |  |  |  |  |  |  |  |  |  |  |  |  |  |  |  |  |  |  |  |  |  |  |  |  |  |  |  |  |  |  |  |  |  |  |  |  |  |  |  |  |  |  |  |  |  |
| Joost Aerts Fabrie ♂ ±1630-<1697 | Joost Aerts Fabrie ♂ ±1630-<1697 | Joost Aerts Fabrie ♂ ±1630-<1697   | Joost Aerts Fabrie ♂ ±1630-<1697   | Joost Aerts Fabrie ♂ ±1630-<1697   | Joost Aerts Fabrie ♂ ±1630-<1697   |                                    |                                    | Catalijn Aertsdr Jansen Fabrie ♀ ±1632-<1696 | Catalijn Aertsdr Jansen Fabrie ♀ ±1632-<1696 | Catalijn Aertsdr Jansen Fabrie ♀ ±1632-<1696 | Catalijn Aertsdr Jansen Fabrie ♀ ±1632-<1696 | Catalijn Aertsdr Jansen Fabrie ♀ ±1632-<1696 | Catalijn Aertsdr Jansen Fabrie ♀ ±1632-<1696 |                                 |                                 | Abraham Aerts Fabrie ♂ ±1634 →1696 | Abraham Aerts Fabrie ♂ ±1634 →1696 | Abraham Aerts Fabrie ♂ ±1634 →1696 | Abraham Aerts Fabrie ♂ ±1634 →1696 | Abraham Aerts Fabrie ♂ ±1634 →1696 | Abraham Aerts Fabrie ♂ ±1634 →1696 |                    |                    | Jacob Aertsen Fabrie ♂ ±1636-±1695 | Jacob Aertsen Fabrie ♂ ±1636-±1695 | Jacob Aertsen Fabrie ♂ ±1636-±1695 | Jacob Aertsen Fabrie ♂ ±1636-±1695 | Jacob Aertsen Fabrie ♂ ±1636-±1695 | Jacob Aertsen Fabrie ♂ ±1636-±1695 |                  |                  | Isaaks Aerts Fabrie ♂ ±1645-1706 | Isaaks Aerts Fabrie ♂ ±1645-1706 | Isaaks Aerts Fabrie ♂ ±1645-1706 | Isaaks Aerts Fabrie ♂ ±1645-1706 | Isaaks Aerts Fabrie ♂ ±1645-1706 | Isaaks Aerts Fabrie ♂ ±1645-1706 |                   |                   | Maria Aerts Fabrie ♀ ±1645-1696 | Maria Aerts Fabrie ♀ ±1645-1696 | Maria Aerts Fabrie ♀ ±1645-1696    | Maria Aerts Fabrie ♀ ±1645-1696    | Maria Aerts Fabrie ♀ ±1645-1696          | Maria Aerts Fabrie ♀ ±1645-1696          |                                          |                                          | Jenneken Aertsdr Fabrie ♀ ±1646→1670     | Jenneken Aertsdr Fabrie ♀ ±1646→1670     | Jenneken Aertsdr Fabrie ♀ ±1646→1670 | Jenneken Aertsdr Fabrie ♀ ±1646→1670 | Jenneken Aertsdr Fabrie ♀ ±1646→1670 | Jenneken Aertsdr Fabrie ♀ ±1646→1670 |                                |                                | Henrixken Aertsdr Fabrie ♀ ±1648→1696 | Henrixken Aertsdr Fabrie ♀ ±1648→1696 | Henrixken Aertsdr Fabrie ♀ ±1648→1696 | Henrixken Aertsdr Fabrie ♀ ±1648→1696 | Henrixken Aertsdr Fabrie ♀ ±1648→1696 | Henrixken Aertsdr Fabrie ♀ ±1648→1696 |  |  | Aleken Aertsdr Fabrie ♀ ±1650→1670 | Aleken Aertsdr Fabrie ♀ ±1650→1670 | Aleken Aertsdr Fabrie ♀ ±1650→1670 | Aleken Aertsdr Fabrie ♀ ±1650→1670 | Aleken Aertsdr Fabrie ♀ ±1650→1670 | Aleken Aertsdr Fabrie ♀ ±1650→1670 |  |  |  |  |  |  |  |  |  |  |  |  |  |  |  |  |  |  |  |  |  |  |  |  |  |  |  |  |  |  |  |  |  |  |  |  |  |  |  |  |  |  |  |  |  |  |  |  |  |  |  |  |  |  |
| Joost Aerts Fabrie ♂ ±1630-<1697 | Joost Aerts Fabrie ♂ ±1630-<1697 | Joost Aerts Fabrie ♂ ±1630-<1697   | Joost Aerts Fabrie ♂ ±1630-<1697   | Joost Aerts Fabrie ♂ ±1630-<1697   | Joost Aerts Fabrie ♂ ±1630-<1697   |                                    |                                    | Catalijn Aertsdr Jansen Fabrie ♀ ±1632-<1696 | Catalijn Aertsdr Jansen Fabrie ♀ ±1632-<1696 | Catalijn Aertsdr Jansen Fabrie ♀ ±1632-<1696 | Catalijn Aertsdr Jansen Fabrie ♀ ±1632-<1696 | Catalijn Aertsdr Jansen Fabrie ♀ ±1632-<1696 | Catalijn Aertsdr Jansen Fabrie ♀ ±1632-<1696 |                                 |                                 | Abraham Aerts Fabrie ♂ ±1634 →1696 | Abraham Aerts Fabrie ♂ ±1634 →1696 | Abraham Aerts Fabrie ♂ ±1634 →1696 | Abraham Aerts Fabrie ♂ ±1634 →1696 | Abraham Aerts Fabrie ♂ ±1634 →1696 | Abraham Aerts Fabrie ♂ ±1634 →1696 |                    |                    | Jacob Aertsen Fabrie ♂ ±1636-±1695 | Jacob Aertsen Fabrie ♂ ±1636-±1695 | Jacob Aertsen Fabrie ♂ ±1636-±1695 | Jacob Aertsen Fabrie ♂ ±1636-±1695 | Jacob Aertsen Fabrie ♂ ±1636-±1695 | Jacob Aertsen Fabrie ♂ ±1636-±1695 |                  |                  | Isaaks Aerts Fabrie ♂ ±1645-1706 | Isaaks Aerts Fabrie ♂ ±1645-1706 | Isaaks Aerts Fabrie ♂ ±1645-1706 | Isaaks Aerts Fabrie ♂ ±1645-1706 | Isaaks Aerts Fabrie ♂ ±1645-1706 | Isaaks Aerts Fabrie ♂ ±1645-1706 |                   |                   | Maria Aerts Fabrie ♀ ±1645-1696 | Maria Aerts Fabrie ♀ ±1645-1696 | Maria Aerts Fabrie ♀ ±1645-1696    | Maria Aerts Fabrie ♀ ±1645-1696    | Maria Aerts Fabrie ♀ ±1645-1696          | Maria Aerts Fabrie ♀ ±1645-1696          |                                          |                                          | Jenneken Aertsdr Fabrie ♀ ±1646→1670     | Jenneken Aertsdr Fabrie ♀ ±1646→1670     | Jenneken Aertsdr Fabrie ♀ ±1646→1670 | Jenneken Aertsdr Fabrie ♀ ±1646→1670 | Jenneken Aertsdr Fabrie ♀ ±1646→1670 | Jenneken Aertsdr Fabrie ♀ ±1646→1670 |                                |                                | Henrixken Aertsdr Fabrie ♀ ±1648→1696 | Henrixken Aertsdr Fabrie ♀ ±1648→1696 | Henrixken Aertsdr Fabrie ♀ ±1648→1696 | Henrixken Aertsdr Fabrie ♀ ±1648→1696 | Henrixken Aertsdr Fabrie ♀ ±1648→1696 | Henrixken Aertsdr Fabrie ♀ ±1648→1696 |  |  | Aleken Aertsdr Fabrie ♀ ±1650→1670 | Aleken Aertsdr Fabrie ♀ ±1650→1670 | Aleken Aertsdr Fabrie ♀ ±1650→1670 | Aleken Aertsdr Fabrie ♀ ±1650→1670 | Aleken Aertsdr Fabrie ♀ ±1650→1670 | Aleken Aertsdr Fabrie ♀ ±1650→1670 |  |  |  |  |  |  |  |  |  |  |  |  |  |  |  |  |  |  |  |  |  |  |  |  |  |  |  |  |  |  |  |  |  |  |  |  |  |  |  |  |  |  |  |  |  |  |  |  |  |  |  |  |  |  |
| Vader van minstens 6 kinderen    | Vader van minstens 6 kinderen    | Vader van minstens 6 kinderen      | Vader van minstens 6 kinderen      | Vader van minstens 6 kinderen      | Vader van minstens 6 kinderen      |                                    |                                    | Moeder van minstens 1 kind                   | Moeder van minstens 1 kind                   | Moeder van minstens 1 kind                   | Moeder van minstens 1 kind                   | Moeder van minstens 1 kind                   | Moeder van minstens 1 kind                   |                                 |                                 | Vader van minstens 4 kinderen      | Vader van minstens 4 kinderen      | Vader van minstens 4 kinderen      | Vader van minstens 4 kinderen      | Vader van minstens 4 kinderen      | Vader van minstens 4 kinderen      |                    |                    | Vader van minstens 3 kinderen      | Vader van minstens 3 kinderen      | Vader van minstens 3 kinderen      | Vader van minstens 3 kinderen      | Vader van minstens 3 kinderen      | Vader van minstens 3 kinderen      |                  |                  | Vader van minstens 3 kinderen    | Vader van minstens 3 kinderen    | Vader van minstens 3 kinderen    | Vader van minstens 3 kinderen    | Vader van minstens 3 kinderen    | Vader van minstens 3 kinderen    |                   |                   | Moeder van minstens 1 kind      | Moeder van minstens 1 kind      | Moeder van minstens 1 kind         | Moeder van minstens 1 kind         | Moeder van minstens 1 kind               | Moeder van minstens 1 kind               |                                          |                                          | Geen kinderen bekend                     | Geen kinderen bekend                     | Geen kinderen bekend                 | Geen kinderen bekend                 | Geen kinderen bekend                 | Geen kinderen bekend                 |                                |                                | Geen kinderen bekend                  | Geen kinderen bekend                  | Geen kinderen bekend                  | Geen kinderen bekend                  | Geen kinderen bekend                  | Geen kinderen bekend                  |  |  | Geen kinderen bekend               | Geen kinderen bekend               | Geen kinderen bekend               | Geen kinderen bekend               | Geen kinderen bekend               | Geen kinderen bekend               |  |  |  |  |  |  |  |  |  |  |  |  |  |  |  |  |  |  |  |  |  |  |  |  |  |  |  |  |  |  |  |  |  |  |  |  |  |  |  |  |  |  |  |  |  |  |  |  |  |  |  |  |  |  |